# Aloe venenosa
Aloe venenosa är en grästrädsväxtart som beskrevs av Adolf Engler. Aloe venenosa ingår i släktet Aloe och familjen grästrädsväxter. Inga underarter finns listade i Catalogue of Life.